# Polk County (Arkansas)
Das Polk County ist ein County im US-Bundesstaat Arkansas. Der Verwaltungssitz (County Seat) ist in Mena. Das County gehört zu den Dry Countys, was bedeutet, dass der Verkauf von Alkohol eingeschränkt oder verboten ist.

## Geographie
Das County liegt im äußersten Westen von Arkansas, grenzt im Westen an Oklahoma und hat eine Fläche von 2234 Quadratkilometern, wovon acht Quadratkilometer Wasserfläche sind. Es grenzt an folgende Countys:
| Le Flore County (Oklahoma)  | Scott County  |                   |
|                             |               | Montgomery County |
| McCurtain County (Oklahoma) | Sevier County | Howard County     |

## Geschichte

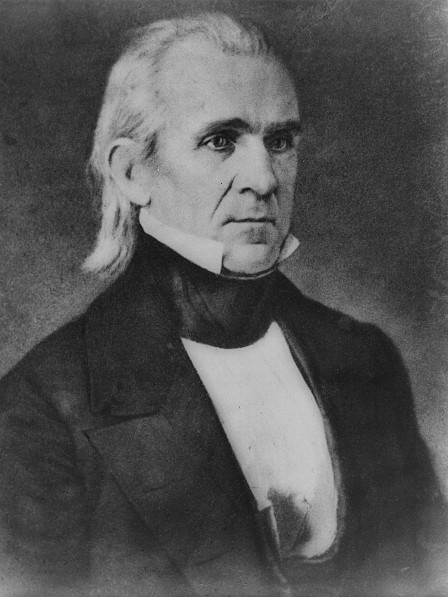
J. K. Polk

Das Polk County wurde am 30. November 1844 aus Teilen des Sevier County gebildet. Benannt wurde es nach James K. Polk (1795–1849), dem elften Präsidenten der USA (1845–1849).

## Demografische Daten
Nach der Volkszählung im Jahr 2000 lebten im Polk County 20.229 Menschen; es wurden 8047 Haushalte und 5793 Familien gezählt. Die Bevölkerungsdichte betrug 9 Einwohner pro Quadratkilometer. Ethnisch betrachtet setzte sich die Bevölkerung zusammen aus 94,69 Prozent Weißen, 0,16 Prozent Afroamerikanern, 1,49 Prozent amerikanischen Ureinwohnern, 0,21 Prozent Asiaten, 0,06 Prozent Bewohnern aus dem pazifischen Inselraum und 1,72 Prozent aus anderen ethnischen Gruppen. Unabhängig von der ethnischen Zugehörigkeit waren 1,67 Prozent der Bevölkerung spanischer oder lateinamerikanischer Abstammung.
Von den 8047 Haushalten hatten 31,9  Prozent Kinder oder Jugendliche im Alter unter 18 Jahre, die mit ihnen zusammen lebten. 60,4  Prozent waren verheiratete, zusammenlebende Paare, 8,4  Prozent waren allein erziehende Mütter, 28,0  Prozent waren keine Familien. 25,0  Prozent aller Haushalte waren Singlehaushalte und in 12,3  Prozent lebten Menschen im Alter von 65 Jahren oder darüber. Die Durchschnittshaushaltsgröße lag bei 2,49 und die durchschnittliche Familiengröße bei 2,97 Personen.
25,6  Prozent der Bevölkerung waren unter 18 Jahre alt, 7,9  Prozent zwischen 18 und 24, 25,0  Prozent zwischen 25 und 44, 24,5  Prozent zwischen 45 und 64 und 17,0  Prozent waren 65 Jahre oder älter. Das Durchschnittsalter betrug 39 Jahre. Auf 100 weibliche kamen statistisch 97,0 männliche Personen und auf 100 Frauen im Alter von 18 Jahren und darüber kamen durchschnittlich 94,0 Männer.
Das jährliche Durchschnittseinkommen eines Haushalts betrug 25.180 USD, das Durchschnittseinkommen der Familien 31.379 USD. Männer hatten ein Durchschnittseinkommen von 23.397 USD, Frauen 17.294 USD. Das Prokopfeinkommen betrug 14.063 USD. 18,2  Prozent der Einwohner und 14,0  Prozent der Familien lebten unterhalb der Armutsgrenze.

## Kultur und Sehenswürdigkeiten

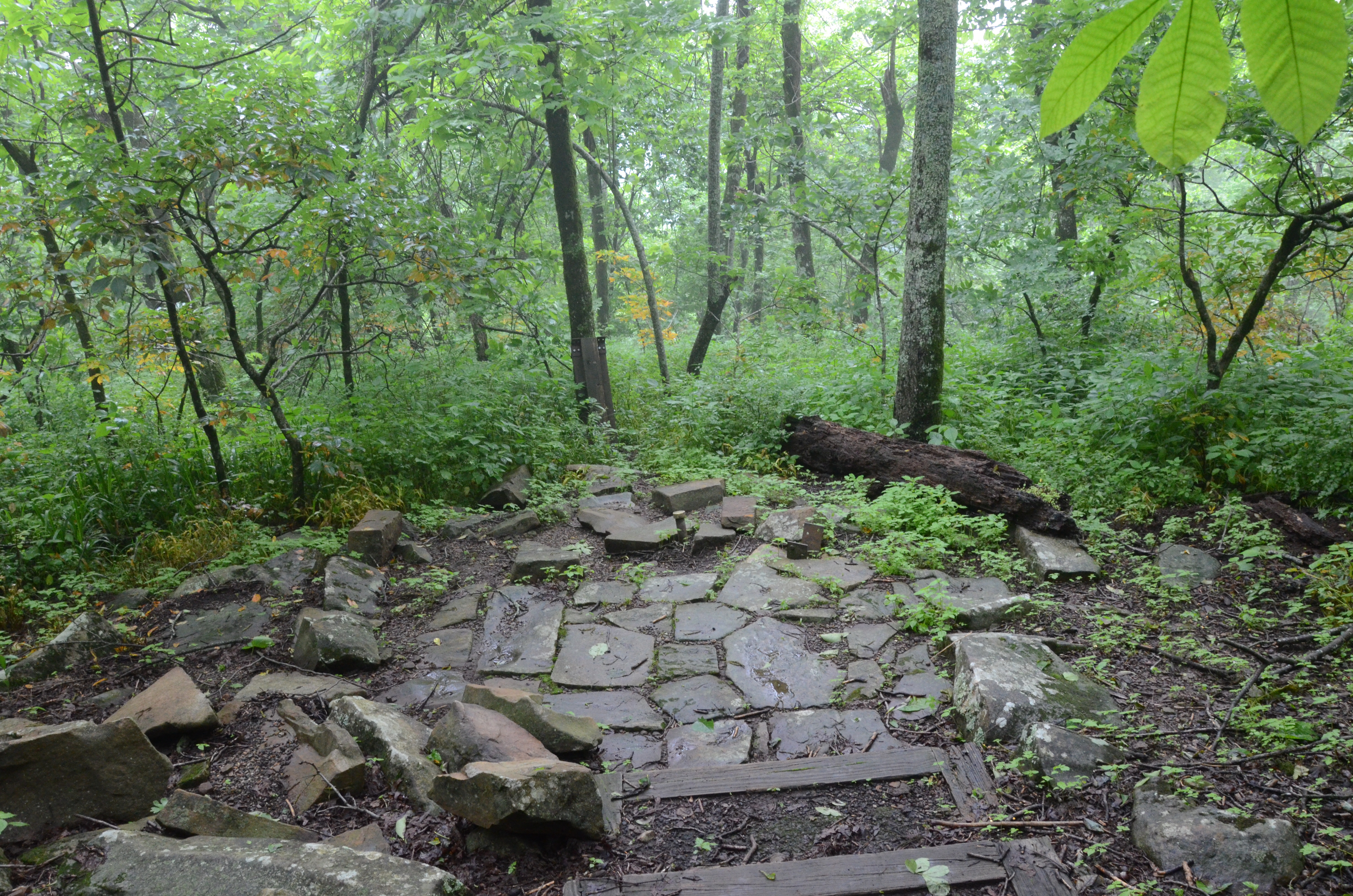
State Line Marker (2015). Dieser 1877 errichtete Grenzstein markiert die Grenze zwischen Arkansas und Oklahoma und wurde im November 1976 als erstes Objekt des County in das NRHP aufgenommen.

30 Bauwerke und historische Bezirke (Historic Districts) des Countys sind im National Register of Historic Places („Nationales Verzeichnis historischer Orte“; NRHP) eingetragen (Stand 1. Juli 2022), darunter mehrere Brücken und andere Bauwerke im Ouachita National Forest,  drei Historic Districts und das Gerichts- und Verwaltungsgebäude des County.

## Orte im Polk County
| Citys - Grannis - Mena | Towns - Cove - Hatfield - Vandervoort - Wickes |

Unincorporated Communitys
| - Acorn - Athens - Big Fork - Board Camp | - Ink - Potter Junction - Yocana |

weitere Orte
- Bog Springs
- Cherry Hill
- Dallas
- Eagleton
- Fogel
- Hartley
- Hatton
- Highland
- Howard
- Mountain Fork
- Nunley
- Old Cove
- Opal
- Potter
- Rich Mountain
- Rocky
- Shady

Townships
- Acorn Township
- Big Fork Township
- Cedar Township
- Center Township
- Cove Township
- Eagle Township
- Faulkner Township
- Freedom Township
- Fulton Township
- Gap Springs Township
- Mill Creek Township
- Mountain Township
- Ouachita Township
- Ozark Township
- Potter Township
- Rich Mountain Township
- White Township